# 克拉花属
克拉花属（学名：Clarkia）是柳叶菜科下的一个属，为一年生草本植物。下有36种物种。
又名Eucharidium, Godetia。
纤细草本，生长在干燥且辽阔的山坡上，直到海拔2400米，原产自北美西部以及南美洲。
叶片椭圆形到椭圆线性，有的有裂齿。

## 物种
本属包括以下物种：
- 极美古代稀 Clarkia pulchella,中国西藏引进栽培，后逸生为野生，于海拔3600米处生长。
- 大花古代稀 Clarkia amoena, 又名Godetia amoena, Godetia grandiflora，Fleur de satin，Farewell to spring，缎带花，别春花。
  - 下有品种 Sybil Sherwook。
- 粉带古代稀 Clarkia breweri, 又名Eucharidium breweri,Pink Ribbons,疑似极美古代稀同种。
- 高雅克拉花 Clarkia elegans, 又名Clarkia unguiculata,鲶鱼克拉花。